# 特殊空挺部隊
特殊空挺部隊（とくしゅくうていぶたい、英: Special Air Service、SAS）は、イギリス陸軍の特殊部隊である。

## 概説
現代的な特殊部隊としては、世界初の特殊部隊である。「Air」の語から空軍を連想しやすく、「空軍特殊部隊」という誤訳がたまに見られるが、実際には陸軍の部隊で、第二次世界大戦中に空挺作戦による敵陣への進入を想定して生まれた名称である。
現在の各国に置かれている特殊部隊の手本となった。オーストラリアなどイギリス連邦諸国には、合同訓練を実施した上で、名称まで同じSASとした特殊部隊がいくつか存在している。「特殊空挺部隊」と訳されるが、現在の部課は空挺・海挺・偵察・山岳・対テロ等に分かれており、破壊工作や敵陣付近での軍用車による偵察活動だけでなく、イギリス国王など国内外の要人警護、テロ行為に対する治安維持活動（北アイルランド）、人質および捕虜の救出作戦の実行など、幅広い分野で活躍している。
モットーは「Who Dares Wins（恐れぬ者に勝利あり／危険を冒す者が勝利する／敢えて挑んだ者が勝つ）」。
対になる組織として、海兵隊の特殊舟艇部隊 (SBS、Special Boat Service) がある。

## 沿革
SASの起源は、第二次世界大戦中の1941年にデイヴィッド・スターリング少佐が創設した特殊空挺旅団L分遣隊に遡る。これは実際には旅団に遥かに満たない規模の部隊であったが、旅団と呼称することで、多数存在していた空挺連隊の一つと誤認させるための名称であった。実際には、イギリス軍では1940年より多くのコマンド部隊（ブリティッシュ・コマンドス）を編成しており、本部隊もその系譜に属するものであった。
本部隊では、航空機を破壊するために、その知識や操縦経験を持つ者も多く集められた。そして先に同様の特殊任務を行っていた長距離砂漠挺身隊（LRDG、Long Range Desert Group）と共同し、1941年から実戦投入された。創設当時のSASは戦後のような人質救出訓練などは行われておらず、ドイツアフリカ軍団の補給線や飛行場を攻撃する小規模な部隊であった。
最初の任務では、その名の通りの空挺作戦も実行されているが失敗。その後は、機関銃を取り付けた武装ジープで最前線を大きく迂回して砂漠を踏破、敵の飛行場に機関銃を乱射しながら殴り込み、駐機中の航空機をダイナマイトで爆破し、コックピットに手榴弾を投げ込んで破壊した他、ジープに取り付けた重機関銃を乱射して戦闘機や連絡機などの小型の軍用機を銃撃、爆薬類が尽きると手斧で破壊するなど、文字通り突撃部隊として活動し、最終的に300機以上に損害を与えたという。北アフリカでの任務の終結後、同隊は5個連隊に拡大した。
戦後の軍縮に伴って、1945年10月8日に一度は解散した。しかしSASには軍中枢に少なからぬ支持者がいたこともあり、1950年には、国防義勇軍アーティスツ・ライフル連隊、後に第21特殊空挺連隊として復活した。そして1952年には、当時植民地であったマラヤ連邦での紛争（マラヤ危機）での活躍からマラヤ斥候隊（SAS）と改称し、後に第22SAS連隊として再改称された。
1972年のミュンヘンオリンピック事件を契機として世界各国で対テロ作戦部隊の整備が進められたが、大陸ヨーロッパでは西ドイツ国境警備隊のGSG-9やパリ警視庁のBRI-BACのように法執行機関の所属として発足したのに対し、アングロサクソン諸国では対テロ作戦は軍が担当することになり、SASでは、アンソニー・ピアソン中佐の指揮下に20名の対革命戦部隊（CRW Wing）を発足した。これが後に有名になるパゴダ中隊であった。ルフトハンザ航空181便ハイジャック事件ではGSG-9の支援にあたり、そして1980年の駐英イラン大使館占拠事件では世界注視のなかで突入を敢行して有名になった。
在ペルー日本大使公邸占拠事件などのテロ事件で現地政府の特殊作戦の側面支援なども行っている。

## 年表

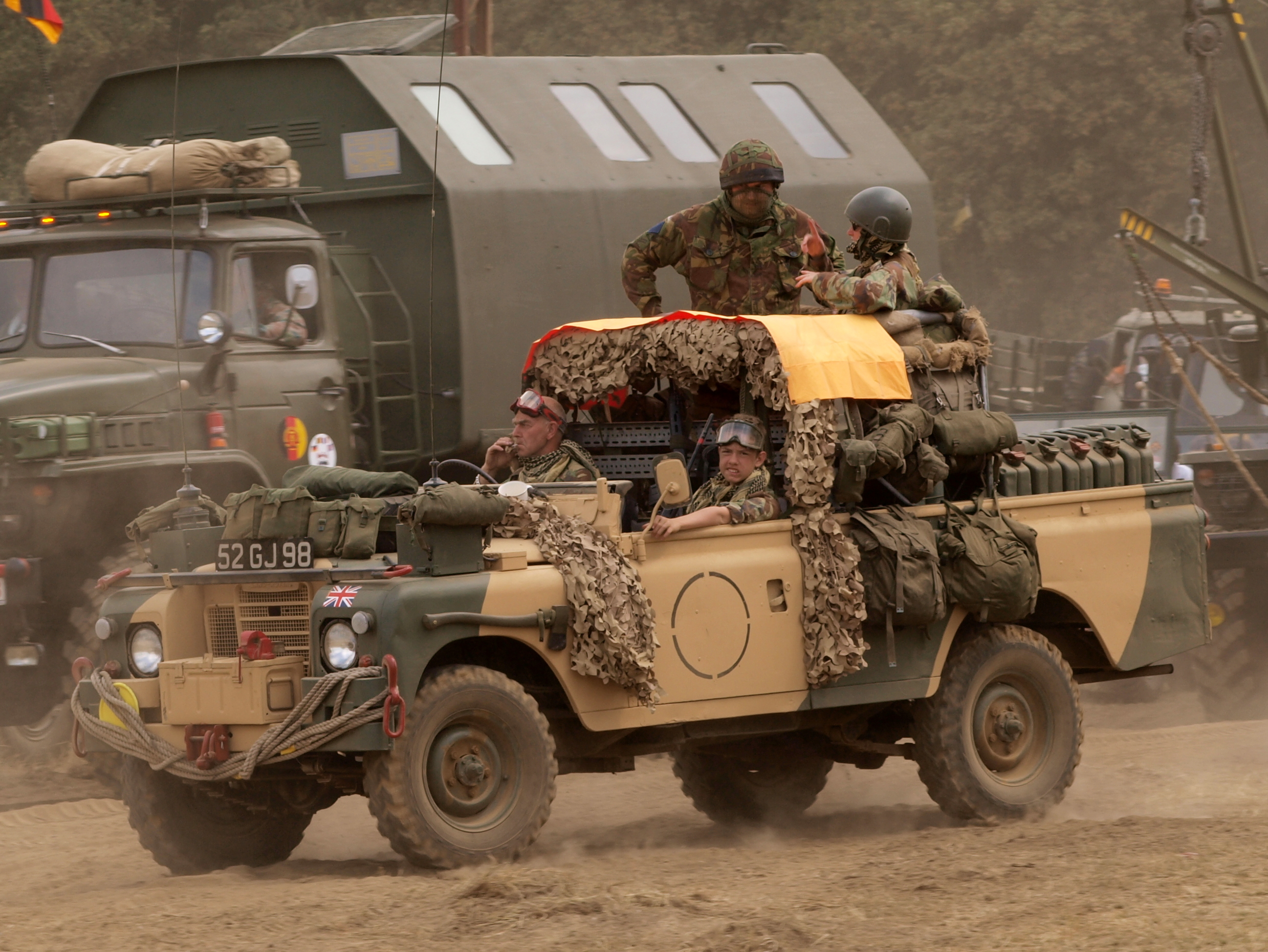
軍用自動車イベントに参加した、SAS仕様のランドローバー110

- 1941年11月 - 陸軍将校デイヴィッド・スターリングの提案により、北アフリカ戦線の砂漠にて創設される。
- 1942年10月 - 正式にSAS連隊となる。
- 1945年10月 - 第二次世界大戦終結に伴い、一時解体する。
- 1947年1月 - 国防義勇軍に第21SAS連隊が創立される。
- 1951年 - マラヤ斥候隊が創立される。
- 1952年 - マラヤ斥候隊、第22SAS連隊となる。
- 1965年〜1966年 - インドネシア・ボルネオ紛争に投入。
- 1967年 - 旧イエメン・アデン暴動に投入。
- 1969年 - 北アイルランドでの治安維持任務に投入。
- 1971年〜1976年 - オマーン内戦に投入。ミルバートの戦い等。
- 1980年 - CRW Wing（対革命戦中隊）が駐英イラン大使館占拠事件を解決。
- 1982年 - フォークランド紛争に投入。パラケット作戦等。
- 1987年 - イギリス特殊部隊（UKSF）の指揮下となる。
- 不明〜1989年 - クメールルージュへ軍事顧問として関与。
- 1991年 - 湾岸戦争に投入され各種作戦に従事。例：ブラボー・ツー・ゼロ
- 1992年 - ボスニア・ヘルツェゴビナ紛争に投入。
- 1993年 - コロンビアで麻薬王パブロ・エスコバルの殺害作戦に元SASが参加したとされる（コロンビア麻薬戦争）。
- 2000年9月10日 - シエラレオネで捕虜となった英国と現地の友軍兵士を救出。(バラス作戦)
- 2001年〜2021年 - アフガニスタン紛争

「不朽の自由作戦」2001年〜2014年
「確固たる支援任務」
「自由の番人作戦」2015〜2021年
- 2003年〜2009年 - イラク戦争の各種作戦に投入。
- 2011年 - リビア上空に飛行禁止空域を設定する作戦に投入。
- 2011〜2014年 - シリア内戦に関与。
- 2014年以降、 生来の決意作戦。ISIL掃討に伴う作戦。
- 2017年 - 5月22日：英マンチェスターアリーナ爆破テロ事件において、CTSFO等と共に投入された。
- 2019年 - ケニアホテル襲撃事件。ナイロビにて交換訓練プログラムに参加していた隊員（氏名:クリスチャン・クレイグヘッド）が戦闘及び救出に関与。
- 2021年 - ピッティング作戦（英語版）。アフガニスタンでのタリバーン攻勢における在留米英軍撤退作戦に関与。

同年8月13日、タリバーン攻勢により第二の都市カンダハールが陥落。カンダハール空港で任務中の1個小隊が孤立無援になり、独力で都市部を脱出し砂漠地帯へと避難。本国の軍本部に暗号通信を用い、救出を要請。夜間にC-130輸送機で国外へ脱出。
- 2022年 - ウクライナ侵攻にてウォロディミル・ゼレンスキー大統領の身辺警護やウクライナ軍への軍事訓練に関与していると報道[7][8]。他にも、ボリス・ジョンソン首相のキーウ訪問時にも身辺警護を実施している[9]。
- 2023年4月 - スーダン共和国からの英大使館職員退避作戦に成功。                                                  
  - 10月10日 - 2012年2月7日のアフガニスタンにおける夜間襲撃中、SASがベットで寝ていた非武装民間人9名を殺害したとの主張が、10月9日にロンドンの王立裁判所で開かれた聴聞会でなされたとBBCにより報道される。

## 部隊編制

### イギリス陸軍（正規軍）
- SASは、特殊部隊指揮官（DSF、少将ポスト）の指揮下に配置され、第22SAS連隊と国防義勇軍2個連隊より構成される。
  - 第22SAS連隊
    - HQ（本部）中隊
    - A中隊
    - B中隊
    - C中隊はローデシア軍SASとなり実質的には現存しないが、マラヤ動乱とローデシアでの活躍を称え部隊名のみ残されている。
    - D中隊
    - G中隊
    - ORW（作戦調査中隊）- 新たな機器、武器、技術等の評価および開発を担当。経験豊富なベテラン数人と技術者や科学者で構成される。1960年代に訓練用としてスタングレネード・フラッシュバンを開発し、1970年代からCRW Wingが実戦で運用して以降、世界各国の軍・警察で採用された。
    - 訓練中隊
    - 付属専門部隊
    - CTW（対テロ中隊／以前は特別プロジェクトチームやCRW Wing（対革命戦中隊）の名で知られた）- 各戦闘中隊が6ヶ月ごとに交代し、担当する輪番制の対テロ･人質救出専門部隊。キリングハウスや演習場の旅客機･鉄道･バス等で徹底的にCQB、人質救出作戦等の訓練を行っている。上番中の戦闘中隊では2個小隊が即時待機、残る2個小隊が訓練および待機となる。
    - L分遣隊（旧R中隊）（予備役）- 第22SAS連隊の支援を担当。
    - 各専門小隊 - それぞれの戦闘中隊には、4つの専門分野に特化した小隊があり、それぞれの小隊には、4名編成のパトロール隊がある。
      -         - 航空小隊 - 空挺作戦、ヘリボーン、エアボーン担当。
        - 機動小隊 - 車両運用による偵察作戦担当。中東の砂漠やアフリカの平地の戦場で活躍する。
        - 舟艇小隊 - 洋上作戦を担当する。イギリス海兵隊のSBSと共同で訓練を行う。
        - 山岳小隊 - 山岳地帯の厳しい環境下における作戦を担当する。イギリスには標高の高い山岳がないため、ドイツ連邦陸軍の特殊部隊とアルプス山脈の高原をつかって合同訓練が行われる。
          - パトロール隊 - 部隊の最小行動単位で、通信要員、医療要員、爆発物取り扱い要員、語学要員の4名編制である[注 1]。

### 国防義勇軍（予備役）
- 第21SAS連隊
  - HQ（本部）中隊
  - A中隊
  - C中隊
  - E中隊
- 第23SAS連隊
  - HQ（本部）中隊
  - B中隊
  - D中隊
  - G中隊
- 第63（UKSF）通信中隊 - 2014年以前は第63（SAS）通信中隊（予備役）であったが、任務拡大に伴い変更された。第21SAS連隊、第23SAS連隊、その他UKSF隷下の予備役部隊へCIS（通信および情報システム）支援を行う。

### 隊員の選抜
SASは志願制を基本とし、イギリス全軍の将兵を対象にしているが、志願者の多くは空挺部隊やコマンド部隊に関係した軍歴を持っている。選抜試験は夏期と冬期の年二回行われ、どちらに志願してもよい。選抜試験中にやむを得ず負傷したといった特別の事情が無い限り、選抜試験は二回までしか受けることができない。志願者が不適格とみなされると、選抜フェーズの途中であっても容赦なく原隊へ送り返される。挽回の見込みがある志願者に対し、即失格にするのではなく、いったん警告が加えられる場合もある。
指定された集合場所に出頭した志願者は、まずイギリス全軍共通の体力審査であるPFT（個人フィットネステスト）、次いでAFT（年次フィットネステスト）と同じものに合格しなければならない。その後は規定の重さの背嚢を身に付けた状態でのクロスカントリー行軍が繰り返される。荷物の重量は常に規定以上でなくてはならないため、行軍中に消費する飲食物の重さもあらかじめ加味する必要がある。実施されるのはブレコン・ビーコンズとエラン渓谷で、前者での選抜訓練は現地の山の名前をもじってファン・ダンス（扇の舞い）とも呼ばれる。このフェーズでは地図とコンパスを使って定められた時間内にチェックポイントを次々と通過しなければならず、丘陵・山岳や錯綜地を踏破する距離も次第に伸ばされる過酷なもので、死者が出た事例もある。最終段階では負い紐を外した小銃が荷物に追加され、常に手放さず携行しなければならない。
山岳クロスカントリーに合格した者は戦術や内外兵器について訓練を受ける。その後外地（ベリーズ、ブルネイまたはマレーシア）でのジャングル教育に派遣され、熱帯雨林におけるナビゲーションや戦術行動、サバイバルに関する知識を得る。
イギリス本国へ戻った後は戦闘サバイバル訓練に移り、軍民問わずさまざまな専門家から講習を受け、敵に捕われた経験を持つ人物から体験談を聞く機会もある。最終テストは逃走訓練である。これはSAS単独ではなく、一般部隊からの参加者を交えて行われる。少人数のグループに分けられた訓練生は飲食物の持参を禁じられ、旧式の野戦服とわずかな装備だけを与えられる。そして追跡役の部隊から逃れつつ、助教が演じる協力者（エージェント）に接触することを繰り返し、七日間をかけて指定された目的地を目指す。目的地にたどり着いた際に当初のグループを保っている必要は無く、単独行動であっても構わない。テストはそのまま尋問抵抗訓練（RTI）に移行し、訓練生たちは捕虜になったという想定で手荒に扱われる。暴力を振るわれることまでは無いが、すでに逃走訓練で疲労し、不快な環境下で罵声を浴びせられるなど圧迫感にさらされた志願者が平常心を失い、この段階で不合格になることは決して珍しくない。RTIで繰り返される仮想尋問で訓練生が話してもよいのは、「ビッグ・フォア」すなわち姓名・軍籍番号・階級・生年月日だけである。
当初200名前後だったSAS志願者のうち、多くが最初の数日間で脱落し、最終テストを突破するのは15ないし20パーセント程度である。

### キリング・ハウス
「キリング・ハウス」は、SASの訓練施設である。この施設は各種テロ状況を実演できる一連の部屋で、人質救出やCQBの訓練に使用される。または、ここで奇襲攻撃戦術を学び、敵と味方、人質の区別を即座にできるようにする。このキリング・ハウスは、アメリカ陸軍デルタフォースの訓練施設である「恐怖の館」の手本（見本）となった。
キリングハウス以外にも演習場には旅客機･鉄道･バス等もあり、様々な状況下での人質救出作戦を想定した訓練が可能となっている。

## 登場作品

### 映画
『ガルフ・ウォー/スカッドミサイル爆破指令』
『ブラヴォー・ツー・ゼロ』の関連作品。クリス・ライアンのノンフィクションをポール・グリーングラスが映画化したもの。
『キラー・エリート』
実際の事件を基に、元SAS隊員への報復テロを依頼された殺し屋を題材とした映画。
『ファイナル・オプション』
1980年のイラン大使館占拠事件をモデルとした映画。
『ブラヴォー・ツー・ゼロ』
SASの「ブラヴォー・ツー・ゼロ」部隊でイラク正規軍に捕らえられた後に生還したアンディ・マクナブによる1993年のノンフィクション映画。
『エンド・オブ・キングダム』
テロリストに捕獲されたアメリカ大統領を救出するために主人公"マイク"と共に協力する。
『6日間』
1980年の駐英イラン大使館占拠事件を描いた映画。
『007/リビング・デイライツ』
冒頭、SASが守備するレーダー施設に00メンバーが侵入を試みるという軍事演習の場面があり、徽章付きベレー帽と軍用セーターを着用したSAS隊員たちが登場する。

### TV番組
『S.A.S. 英国特殊部隊シリーズ』
2002年に放送を開始したイギリスのテレビドラマ。
『シエラレオネ人質救出作戦』
ディスカバリーチャンネル製作のドキュメント番組。

### ゲーム
『HIDDEN & DANGEROUSシリーズ』
第二次世界大戦時のSASをモチーフとしたタクティカル・シューティングアクション。
『The Regiment』
konami of europeから発売されたPCゲーム。
『カウンターストライク』
カウンターテロリストのキャラクターとしてガスマスクやフード付きスーツを装着したSASを選択する事が可能。
『クロスファイア』
プレイヤーのキャラクターとしてSASを購入、使用する事が可能。
『コール オブ デューティ』シリーズ
『CoD』
イギリス軍キャンペーンでエバンス軍曹とプライス大尉が第6空挺師団から転属してくる。
『CoD4』
プレイヤーキャラクターであるソープとその仲間が所属している。
『CoD:MW2』
国際特殊部隊タスクフォース141にソープのほか、数々のSAS隊員が所属している（イギリス海兵隊のSBSやオーストラリアのSAS（SASR）、ニュージーランドのSAS（NZSAS）から来た隊員も所属している）。
『CoD:MW3』
前作に引き続き、ソープらSAS隊員が登場する。マカロフ率いる超国家主義派が化学兵器を用いたテロを行うとの情報を入手し、化学兵器を搭載しているトラックの追跡を行うほか、タスクフォース141に所属していたメンバーはロシア軍に占領されたチェコでレジスタンス運動を行う。
『CoD:MW』
プレイヤーキャラクターであるカイル・ギャリック軍曹がCT-SFOに出向したSAS隊員である。また、ロシアの大量破壊兵器を破壊するため、CIAやロンドン警視庁の警察官などとともにSASのプライス大尉も登場する。

『コンフリクト・デルタ 湾岸戦争1991』『コンフリクト・デルタII 湾岸戦争1991』
湾岸戦争を舞台に、プレイヤーは最大4名で編成された第22SAS連隊かアメリカ陸軍特殊部隊デルタフォースのどちらかの部隊を選択する。
『スペシャルフォース2』
プレイヤーのキャラクターとしてSASを購入、使用する事が可能。
『メタルギア』シリーズ
登場人物であるザ・ボスとゼロ少佐ことデイビット・オウは、かつて第22SAS連隊の立ち上げに関わっていたという設定。また『メタルギアソリッド2』では、アメリカ海軍特殊部隊のネイビーシールズ隊員を装って潜入したソリッド・スネークがSASのモットーを引用してしまい、正体を見破られる描写がある。
『レインボーシックス シージ』
操作可能なレインボー隊員の内4名がSAS所属。

### 漫画
『Cat Shit One'80』
主人公のパッキーが交換将校としてSASに所属。駐英イラン大使館占拠事件とフォークランド紛争に参戦した。
『MASTERキートン』
主人公の平賀・キートン・太一は、数々の戦果を上げた元SASの兵曹長で、サバイバル教官としても勤務したという設定。
『バランサー』
SAS隊長としてローランド・ブリックス中佐が登場。ハイジャック事件の対応を行う。
『攻殻機動隊』
主人公の草薙素子がSASの訓練に参加している。

## 同名部隊
オーストラリアとニュージーランドに同名のSAS部隊が存在し、過去にはローデシア、第二次世界大戦前後の自由フランス、ベルギー、カナダにもSASが存在した。